# Georges Beaume
Georges Beaume (12. května 1861 Pézenas – 17. února 1940 Mirande) byl francouzský novinář, spisovatel, prozaik, povídkář, výtvarný a literární kritik.       

## Životopis
Narodil se v rodině Emile Beaumeho a Marguerite rozené Cros. S manželkou Louisou rozenou Rieunierovou měl dceru Germaine Herzogovou a syna Emile-Maria.
Po absolvování koleje v Pézenas se plně věnoval literatuře. Patřil do skupiny naturalistů, kteří navázali na Zolu, ale nenásledovali ho až do krajností ve sbírání společenského dokumentu, nýbrž se věnovali „světlejšímu“ detailu.
Roku 1906 se stal rytířem čestné legie.

### Vyznamenání Francouzské akademie
- 1894: Lambertova cena (za literaturu a filozofii od Institutu de France) za Aux Jardins
- 1896: Montyonova cena (za literární dílo nejužitečnější mravům) za Les Vendanges
- 1898: cena Maillé-Latour-Landryho (k povzbuzení mladých spisovatelů) za jeho romány, např. Les Vendanges, Fine[1]
- 1913: cena Monbinne („buď za odměňování skutků bezúhonnosti, nebo za pomoc nešťastným lidem hodným zájmu“)
- 1929: Montyonova cena za La Cigale et la Fourmi

## Dílo
- Sous la robe – avec une page de L. Cladel. Paris: E. Dentu, 1889
- Les vendanges: roman – Paris: Fontemiong et cie, 1896
- Le Loup-garou (publié sous forme de feuilleton dans Le Temps du 26 novembre 1895 au 6 décembre 1895)
- Les gens de la lune (publié sous forme de feuilleton dans La Liberté en 1898
- Fine: roman – illustrations en couleurs de P. Balluriau. Paris: Librainire Nilsson, 1904
- La Petite Princesse (publié sous forme de roman-feuilleton dans L'Éclair, journal quotidien du Midi du 4 février 1905 au 9 mars 1905)
- Trottin de Paris: roman – Paris: Per Lamm, 1907
- Le bien-marié - Collection Stella no 398
- La Femme et le Larron (publié aux éditions Louis Michaud et illustré par Alméry Lobel-Riche), 1907
- Monsieur le député - 1910
- Fromentin – Paris: Michaud, 1911
- Léonard de Vinci – Paris: Louis-Michaud, 1911
- Notre Languedoc – Paris: Perrin et C. ie, 1923
- La Villa Médicis – Paris: Garnier, 1923
- L’Académie de France à Rome: la Villa Médicis – Paris: Garnier, 1923
- Les Lettres de mon moulin d’Alphonse Daudet – Paris: Malfere, 1929
- Le château vert: roman – 1935, Collection Fama no 418

### Divadlo
upravil Georges Beaume, prasynovec Georga Beauma (1861–1940)
- 1961: Dommage qu'elle soit une putain de John Ford, mise en scène Luchino Visconti, Théâtre de Paris

### V češtině
- Jablka – úvod František Sekanina; přeložil Jaroslav Pšenička; in: 1000 nejkrásnějších novel... č. 61. Praha: J. R. Vilímek, 1914